# Hoya eburnea
Hoya eburnea är en oleanderväxtart som beskrevs av Kloppenb., Guevarra och Carandang. Hoya eburnea ingår i släktet Hoya och familjen oleanderväxter. Inga underarter finns listade i Catalogue of Life.